# Landesstelle Jugendschutz Niedersachsen

Logo des Vereins

Die Landesstelle Jugendschutz Niedersachsen (LJS) mit Sitz in Hannover ist ein eingetragener gemeinnütziger Verein. Die LJS wurde 1978 gegründet und arbeitet zu aktuellen Themen des Kinder- und Jugendschutzes. Ihr Aufgabenfeld umfasst die Präventionsarbeit in den Bereichen Gewalt, Medien, Sucht und Sexualität. Sie wird aus öffentlichen Landesmitteln gefördert.

## Aufgaben
Die Landesstelle Jugendschutz Niedersachsen bietet Fortbildungen für pädagogische Fachkräfte an mit dem Ziel, Sachkenntnisse zu vermitteln und pädagogische Handlungskompetenzen zu erweitern. Zielgruppe sind Fachkräfte aus Einrichtungen der Jugendarbeit, der Kinder- und Jugendhilfe, Lehrkräfte sowie Eltern und Familien. Die Angebote stehen darüber hinaus auch Interessierten aus anderen Arbeitsbereichen offen.
Die LJS entwickelt landesweite Projekte zu aktuellen Fragen des Kinder- und Jugendschutzes. Sie erarbeitet und publiziert Informationsmaterialien zu den Themen Gewalt, Medien, Sucht und Sexualität.
Die LJS ist Mitglied der Bundesarbeitsgemeinschaft Jugendschutz und des Niedersächsischen Landespräventionsrates.
Ein weiterer Aufgabenbereich der LJS ist die Mitarbeit in überregionalen Gremien zum Jugendschutz. Die Referenten der LJS sind als Prüfer in folgenden Selbstkontrolleinrichtungen tätig:
- Kommission für Jugendmedienschutz (KJM)
- Unterhaltungssoftware Selbstkontrolle (USK)

## Projekte (Auswahl)

### Elterntalk Niedersachsen
Ziel des Projektes ist, die Erziehungskompetenz von Eltern unterschiedlicher Herkunftsmilieus im Rahmen von moderierten Gesprächskreisen unter Eltern zu stärken. Im Mittelpunkt stehen Themen rund um die Mediennutzung von Mädchen und Jungen und den Erziehungsalltag zu Hause, z. B. gesundes Aufwachsen, Bildung und Gleichberechtigung, Familienleben, Jugendschutzgesetz sowie das Setzen von Regeln und Grenzen in der Erziehung. Das Projekt wurde 2012 von der Aktion Jugendschutz Landesarbeitsstelle Bayern e.V. übernommen und weiterentwickelt.

### Eltern-Medien-Trainer
Seit 2006 gibt es in Niedersachsen die Fortbildung zum Eltern-Medien-Trainer, in der pädagogische Fachkräfte in die Lage versetzt werden, selbständig als Referenten medienpädagogische Elternabende durchzuführen. In den vier Bausteinen werden die Teilnehmenden zum Mediennutzungsverhalten von Kindern und Jugendlichen, zum Stand der Medienwirkungsforschung und zu den Jugendschutzthemen fortgebildet. Darüber hinaus werden sie mit Methoden vertraut gemacht, um Mütter und Väter gezielt zu schulen und sie beim Umgang mit den verschiedenen Medien im Familienleben zu unterstützen.
Auf der Website der Landesstelle Jugendschutz Niedersachsen sind die Kontaktdaten der Eltern-Medien-Trainer nach Landkreisen sortiert hinterlegt. Interessierte können sich direkt mit den Referenten in Verbindung setzen und Details des medienpädagogischen Elternabends persönlich besprechen.

### Digitale Welten – Was nutzt Ihr Kind?
Das Projekt der Landesstelle Jugendschutz Niedersachsen (LJS) ist Teil des Konzeptes „Medienkompetenz in Niedersachsen – Ziellinie 2025“ der niedersächsischen Landesregierung. Durch die Kooperation zwischen dem Niedersächsischen Sozialministerium, der Niedersächsischen Landesmedienanstalt und der LJS haben sich drei Akteure im Bereich des Jugendmedienschutzes versammelt, die gemeinsam die Medienerziehung in Familien stärken möchten. In kostenfreien Informationsveranstaltungen werden Eltern über die Mediennutzungsgewohnheiten von Kindern und Jugendlichen aufgeklärt und können sich über Fragen der Medienerziehung austauschen.

### Cybermobbing – Medienkompetenz trifft Gewaltprävention
Im Projekt „Cyber-Mobbing: Medienkompetenz trifft Gewaltprävention“ erarbeitet die LJS Methoden und Materialien für die Präventionsarbeit mit Jugendlichen. Freie Mitarbeiter der LJS führen auf dieser Basis Projekttage in Schulklassen und Workshops mit Jugendlichen sowie Seminare für pädagogische Fachkräfte in Schule und Jugendarbeit durch.

### MOVE
Seit 2007 wird das Projekt „MOVE“ (Motivierende Kurzintervention) in Niedersachsen durch die LJS umgesetzt. In den dreitägigen Fortbildungen zur motivierender Kurzintervention wird pädagogischen Fachkräften vermittelt, wie sie mit Jugendlichen über ihr Konsumverhalten und gegebenenfalls dessen Veränderung ins Gespräch kommen können. Das Projekt wurde von der ginko Stiftung für Prävention übernommen.

### Kita-MOVE
Die Landesstelle Jugendschutz Niedersachsen bietet pädagogischen Fachkräften Unterstützung und Entlastung beim täglichen Kontakt mit Eltern und beim Führen schwieriger Elterngespräche. In den Fortbildungen wird vermittelt und trainiert, wie auch „schwer erreichbare“ Eltern motivierend angesprochen werden können. Die LJS koordiniert das Projekt „Kita-MOVE“ (Motivierende Kurzintervention mit Eltern im Elementarbereich) in Niedersachsen, übernommen wurde es von der ginko Stiftung für Prävention.

### Gemeinsam gegen sexuellen Missbrauch
Das Projekt Gemeinsam gegen sexuellen Missbrauch wurde 2019 eingerichtet und wendet sich landesweit an Schulen und Einrichtungen, die mit Kindern und Jugendlichen arbeiten. Diese Einrichtungen können das Projekt für Inhouse-Fortbildungen zu Themen im Kontext der Intervention und Prävention gegen sexuelle Gewalt an Kinder nutzen. Darüber hinaus werden im Rahmen des Projekts Informations- und Arbeitsmaterialien erarbeitet.

## Behörden und Kooperationspartner
- Niedersächsisches Ministerium für Soziales, Arbeit, Gesundheit und Gleichstellung
- Niedersächsische Landesstelle für Suchtfragen (NLS)
- Niedersächsische Landesmedienanstalt (NLM)
- Bundesarbeitsgemeinschaft Kinder- und Jugendschutz
- Landespräventionsrat Niedersachsen
- Niedersächsisches Landesjugendamt